# Adenia mossambicensis
Adenia mossambicensis är en passionsblomsväxtart som beskrevs av De Wilde. Adenia mossambicensis ingår i släktet Adenia och familjen passionsblomsväxter. Inga underarter finns listade i Catalogue of Life.